# 霍爾斯弗拉特 (加利福尼亞州)
霍爾斯弗拉特（英語：Halls Flat）是位於美國加利福尼亞州拉森縣的一個非建制地區。該地的面積和人口皆未知。

## 地理
霍爾斯弗拉特的座標為40°45′32″N 121°15′33″W / 40.75889°N 121.25917°W，而該地的平均海拔高度為1739米（即5705英尺）。